# トゥームレイダー2
トゥームレイダー2（Tomb Raider II）は、Core Designが開発し、Eidos Interactiveが発売したアクションアドベンチャーゲーム。1997年（日本語版は1998年）、プレイステーションとPCでリリースされた。「トゥームレイダーシリーズ」の2作目。

## 概要
「トゥームレイダー2」は、シリーズの主人公であるレイラ・クロフト（ララ・クロフト／Lara Croft）を三人称視点の3Dフィールドで操作し、敵との戦闘や謎解きを繰り返して冒険を進めていく。本作では、新しい武器やアイテムが追加され、前作よりも多様なアクションが楽しめるようになっている。

## ストーリー
持ち主に無限の力を与えるとされる「サイアンの短剣」を巡る冒険が繰り広げられる。冒険の舞台は、万里の長城やヴェネツィアの運河、チベットの雪山など、多岐にわたる。

## ゲームプレイ
前作同様に、探索、パズル解き、戦闘の要素が融合したゲームプレイが特徴である。新たな敵や要素が追加され、新しい乗り物や水中のシーンが追加されたことでアクションの幅が広がった。

## ステージ
- 万里の長城
- ベニス: 運河を舞台としたステージ。水中やボート上のアクションシーンが特徴的。
- バルトーリの隠れ家
- オペラハウス: 機械仕掛けのパズルを解く必要がある。
- 海上倉庫
- 潜水場
- 海底
- マリア号の残骸
- 船底
- デッキ
- チベットの丘陵: 雪山が舞台。新しい乗り物としてスノーモービルが登場。
- バーカング寺院: サイアンの短剣が隠されている僧院。
- タリオンの墓
- 氷の城
- サイアンの寺
- 浮島
- ドラゴンの巣
- レイラの家

## 攻略本
- 『トゥームレイダー2 完全攻略ガイド (電撃ムックシリーズ 電撃攻略王)』（1998年1月22日発売　主婦の友社／メディアワークス）ISBN 978-4073079804）
- 『トゥームレイダー2 パーフェクトガイド (The Playstation BOOKS)』（1998年2月25日発行　ソフトバンク）ISBN 4-7973-0559-2）
- 『トゥームレイダー2 アドベンチャーガイド レイラズファイル』（1998年3月1日発売　アスペクト）ISBN 978-4757200593）

## リマスター版
2024年には初期3部作のオリジナル版とグラフィック改良版を同梱したリマスター版「Tomb Raider I-III Remastered」が発売された。